# 巴西賊胎鱂
巴西賊胎鱂，為輻鰭魚綱鯉齒目鯉齒亞目花鳉科的其中一種，分布於南美洲巴西Araguaia-Tocantins河及Xingu河流域，體長可達2.5公分，屬肉食性，生活習性不明。

## 擴展閱讀
維基物種上的相關：巴西賊胎鱂